# Greg Lewis
Gregory Alan "Greg" Lewis, född 10 augusti 1969 i Port St. Joe i Florida, är en amerikansk utövare av amerikansk fotboll (running back) som spelade för Denver Broncos i NFL 1991–1992.
Lewis gick i Ingraham High School i Seattle och spelade sedan på collegenivå för University of Washington. År 1999 draftades han i femte omgången av Denver Broncos.